# Catexie (Star Trek: Voyager)
„Catexie” (titlu original: „Cathexis”) este al 13-lea episod din primul sezon al serialului TV american SF Star Trek: Voyager. A avut premiera la 1 mai 1995 pe canalul UPN.

## Prezentare
O minte extraterestră preia controlul unor membri ai echipajului, Chakotay este lăsat aparent în moarte cerebrală după ce un lucru necunoscut îi atacă naveta. 

## Rezumat
Echipajul de pe Voyager recuperează naveta în care se află comandantul Chakotay și șeful securității Tuvok, care au explorat o nebuloasă din apropiere de materie întunecată. Tuvok este inconștient, dar Chakotay pare a avea creierul mort, lipsit de orice activitate neuronală. El este îngrijit de către doctor. Naveta arată dovezi ale unor atacuri cu arme energetice. Căpitanul Kathryn Janeway ordonă ca Voyager să meargă spre nebuloasă să investigheze. B'Elanna Torres, o prietenă apropiată a lui Chakotay, folosește o Roată de Vindecare, unul dintre talismanele spirituale ale lui Chakotay, sperând să ghideze spiritul lui Chakotay către corpul său.
În drum spre nebuloasă, nava își schimbă brusc cursul, deși locotenentul Tom Paris, la cârmă, neagă că a făcut vreo schimbare. Când se întâmplă a doua oară, aparent din vina lui Paris, el este eliberat din funcție până când se poate determina cauza schimbărilor de curs. Pe măsură ce echipajul navighează prin nebuloasă, motoarele navei sunt dezactivate brusc, aparent de Torres, care, la fel ca și Paris, nu își amintește că a făcut acest lucru. Doctorul descoperă asemănări între semnalele identice ale creierelor lui Paris și Torres în momentul în care au acționat, indicând că au fost posedați de o entitate invizibilă necunoscută. Kes afirmă că a simțit prezența unei astfel de entități, iar Tuvok se oferă să facă o contopire a minții pentru a încerca să o ajute să o identifice. Cu toate acestea, cei doi sunt găsiți în curând inconștienți, cu Kes în comă. Nesigur de intențiile entității, Janeway transferă codurile de comandă medicului, care nu poate fi posedat; cu toate acestea, la scurt timp după aceea, găsesc programul Doctorului dezactivat. La propunerea lui Tuvok, Janeway decide să împartă în două codurile de comandă între ea și el, crezând că entitatea poate poseda doar o persoană la un moment dat.
Torres și Paris găsesc dovezi care indică faptul că Tuvok este responsabil pentru mai multe dintre evenimente. Când acestea ies la iveală, Tuvok dezvăluie că este posedat de un extraterestru fără corp cunoscut sub numele de Komar, care caută să aducă echipajul Voyager în centrul nebuloasei, astfel încât cei ca el să se poată hrăni cu energia neuronală a oamenilor; el ia ostatic echipajul de pe puntea de comandă în timp ce conduce nava. Dintr-o dată, nucleul warp este expulzat de pe navă, oprindu-le înaintarea. Janeway își dă seama că la bord se află o a doua entitate, iar Torres confirmă că pare a fi Chakotay. Echipajul îl învinge pe Tuvok posedat și forțează entitatea Komar să se îndepărteze de navă cu un puls magneton.
Deși entitatea ostilă a dispărut, nava se află adânc în interiorul nebuloasei, fără un mijloc sigur de a scăpa. Chakotay, prin Neelix, folosește Roata Vindecătoare pentru a arăta o serie de planetoizi care trebuie folosiți ca o îndrumare a drumului de străbătut pentru a scăpa din nebuloasă. Echipajul urmează acest drum și nava părăsește în siguranță nebuloasa după ce și-a recuperat miezul warp. Odată ce doctorul este din nou online, el este capabil să readucă mintea lui Chakotay în corpul său și s-o scoată pe Kes din comă.

## Actori ocazionali
- Michael Cumpsty - Lord Burleigh
- Brian Markinson - Lt. Peter Durst
- Carolyn Seymour - Mrs. Templeton